# Rear admiral (Royal Navy)
Pour les articles homonymes, voir Rear admiral.
Rear admiral (litt, Amiral de l'arrière en français : « contre-amiral ») est un grade d'officier de la Royal Navy, la marine militaire du Royaume-Uni. Il est directement supérieur au grade de commodore et inférieur à celui de vice admiral. Il s'agit d'un grade à deux étoiles, son code OTAN est OF-7.

## Histoire
Ce grade vient initialement de la marine à voile. À cette époque, chaque escadre se voyait attribuer un amiral à sa tête. Celui-ci commandait depuis le centre de l'escadre, il était assisté par un vice admiral présent à l'avant de l'escadre. À l'arrière de l'escadre navale, un troisième amiral commandait les vaisseaux restants. Il s'agissait généralement de l'amiral le plus jeune. Ceci a survécu à l'ère moderne, avec le grade de rear admiral, contre-amiral, le plus jeune des grades de l'amirauté.

## Distinction
Le grade de rear admiral doit être distingué de celui de contre-amiral du Royaume-Uni, qui est une distinction généralement décernée à un amiral âgé, voire retraité.

## Insigne et grade

Insigne de manche d'un rear admiral dans la Royal Navy.
Marque de commandement d'un rear admiral.
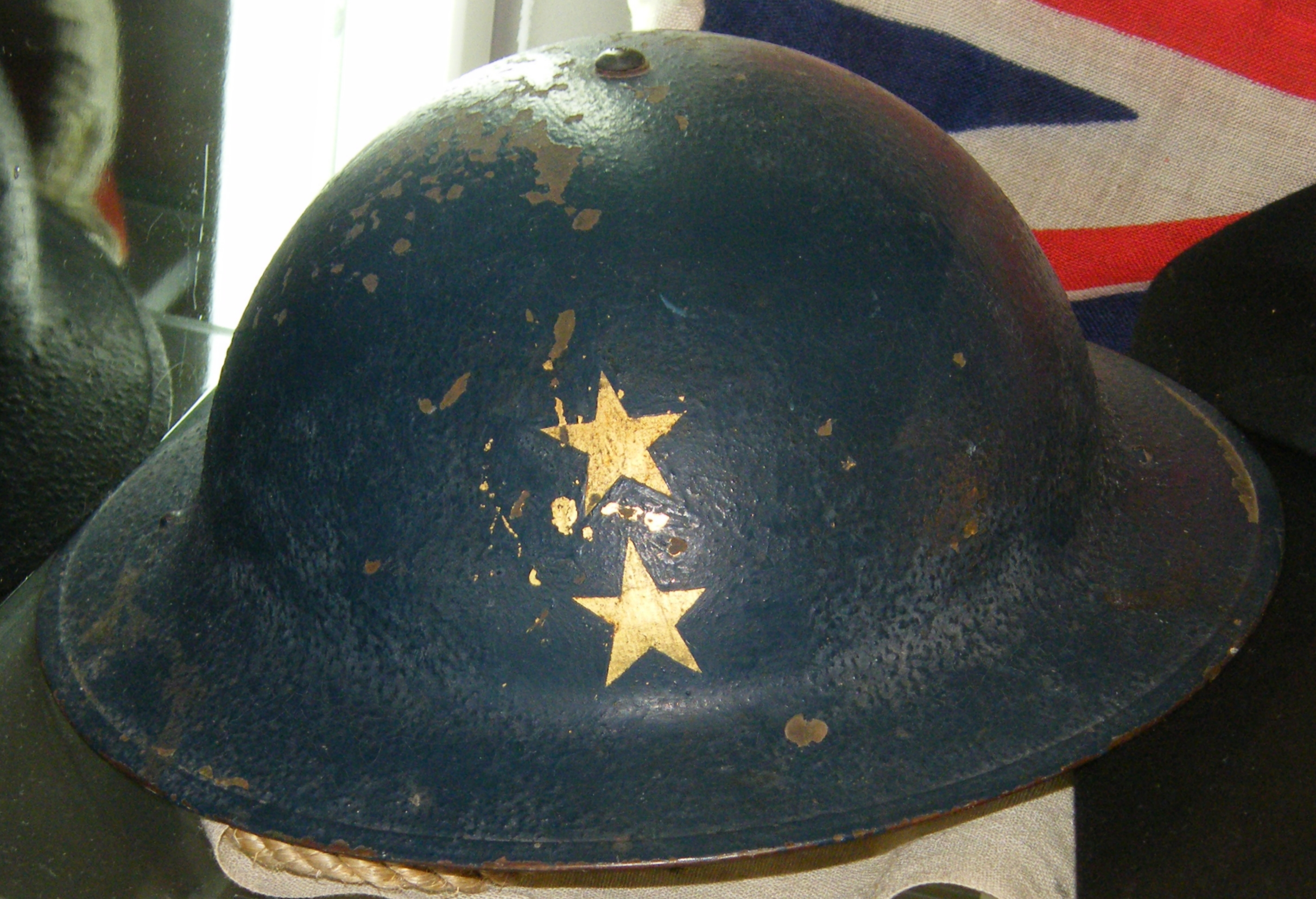
Casque de la Seconde Guerre mondiale avec deux étoiles.

### Sources
- (en) Cet article est partiellement ou en totalité issu de l’article de Wikipédia en anglais intitulé « Rear admiral (Royal Navy) » (voir la liste des auteurs).